# Glass Beach (Fort Bragg)

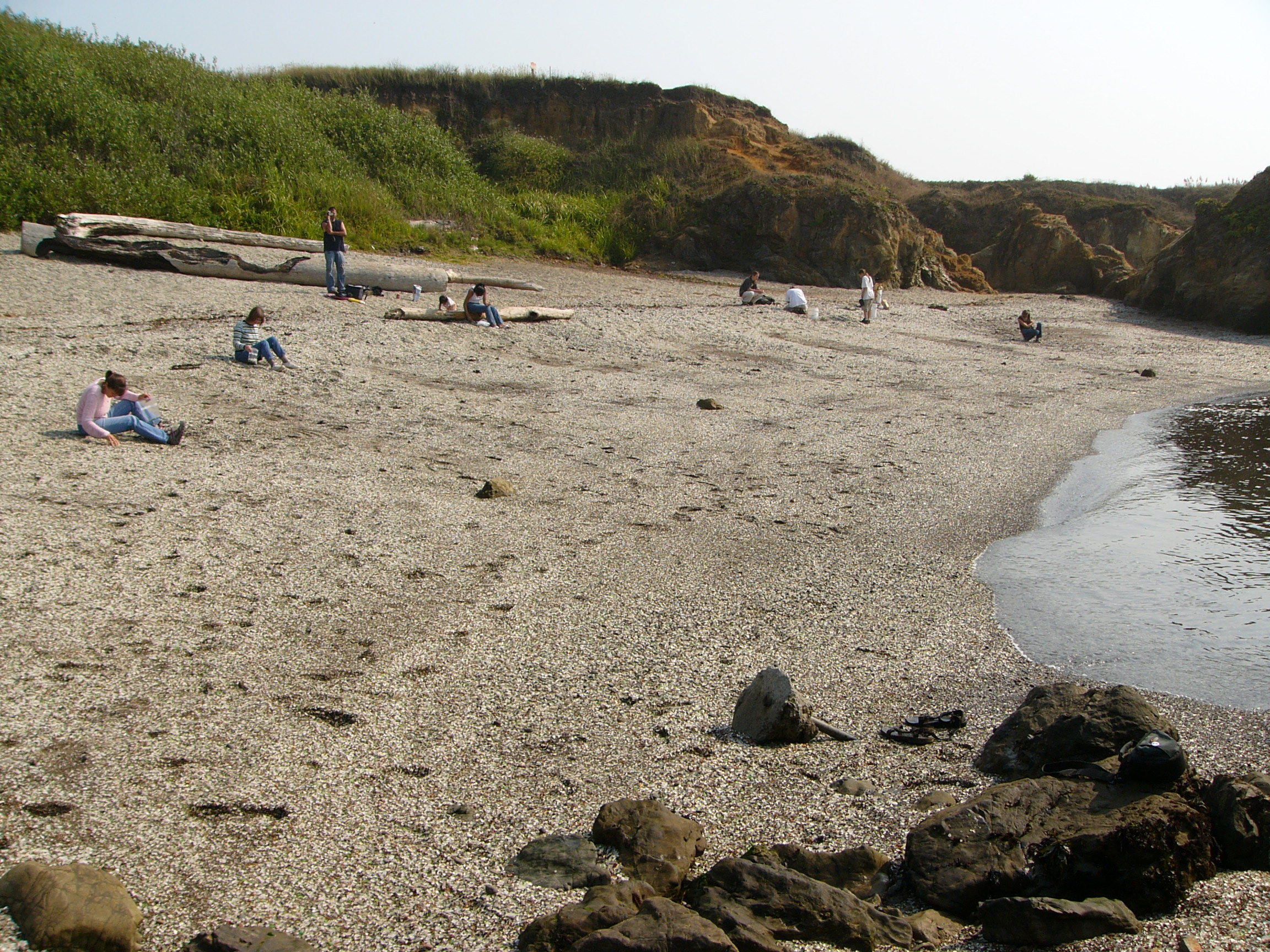
Glass Beach, 2006

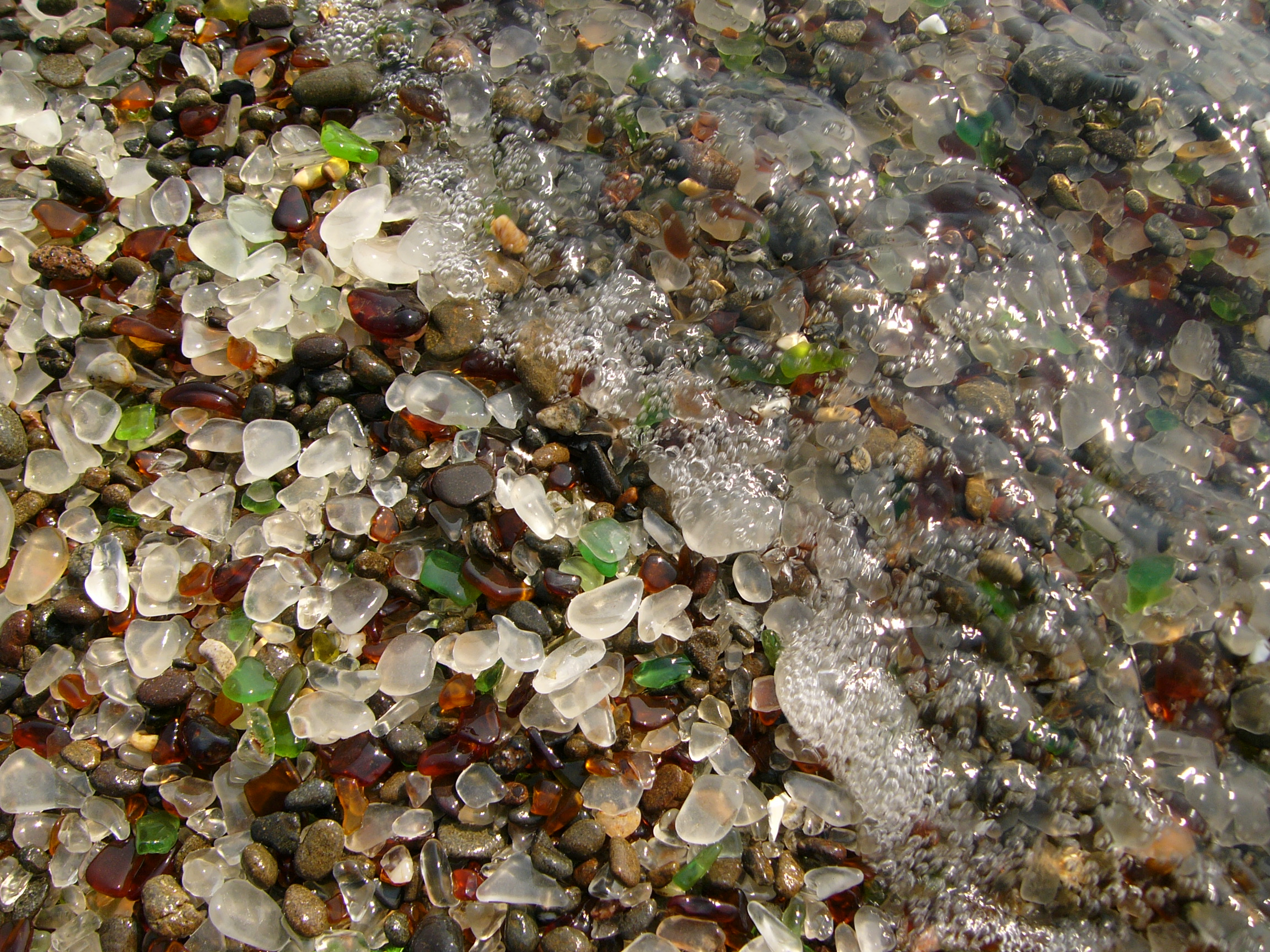
Strandglas en grind, gepolijst door de branding

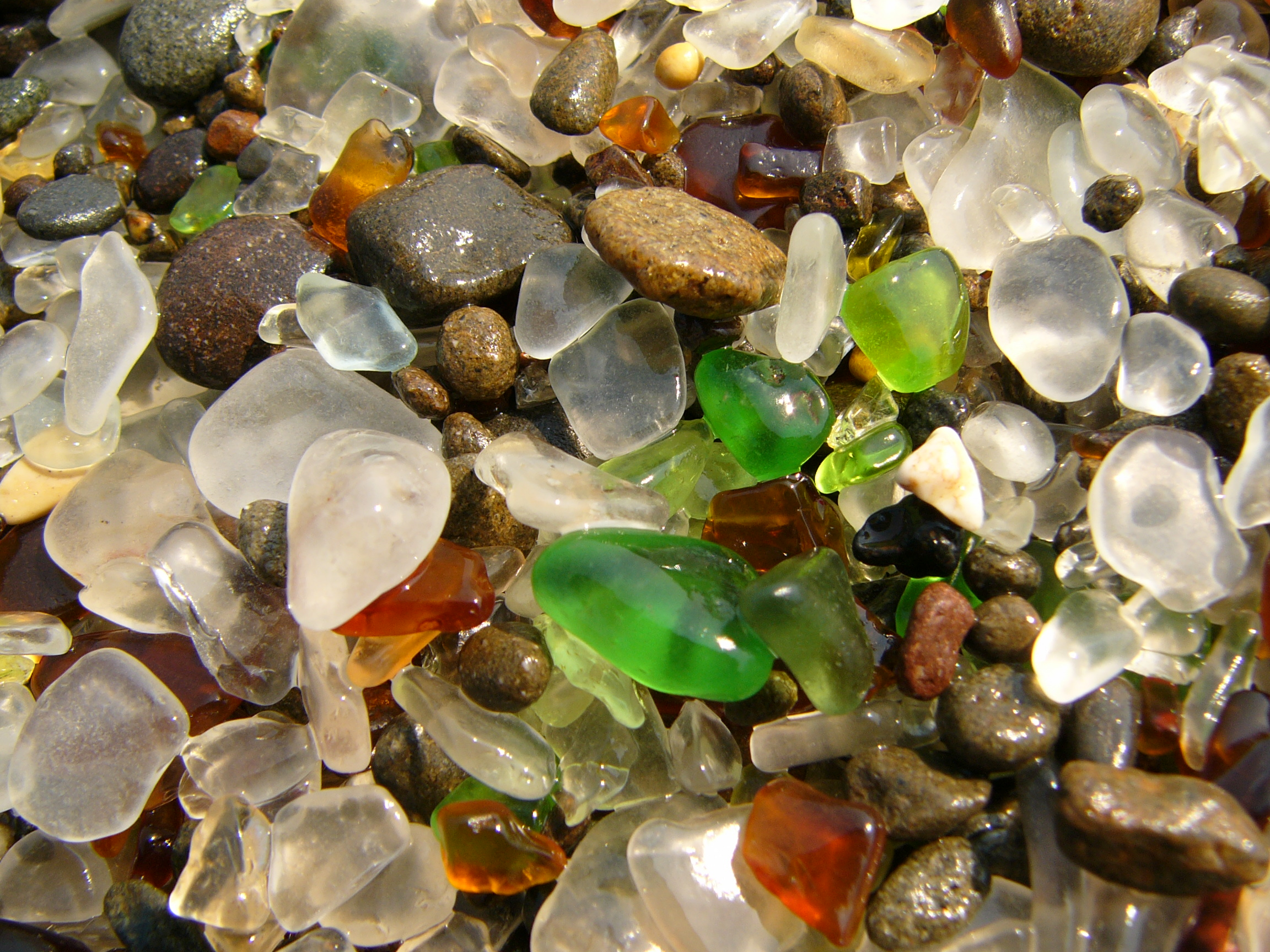
Wat strandglas

Glass Beach is een strand in het MacKerricher State Park bij Fort Bragg in de Amerikaanse staat Californië. Het strand bestaat uit overvloedig aanwezig strandglas dat ontstaan is door het jarenlang storten van afval op een deel van de kuststrook ten noorden van het dorp.

## Geschiedenis
In de vroege 20e eeuw gooiden de bewoners van Fort Bragg hun huishoudelijk afval over de klif boven wat nu Glass Beach heet. Ze ontdeden zich van glas, apparaten en zelfs auto's. Het land was op dat moment in handen van de Union Lumber Company en de lokale bevolking noemde de plaats The Dumps (de stortplaatsen). Soms werden er vuren aangestoken om de afvalberg te verkleinen.
In 1967 sloten de North Coast Water Quality Board en het stadsbestuur het gebied. Door de jaren heen heeft men meermalen getracht het terrein op te ruimen. In de decennia na 1967 reinigden de beukende golven het strand. Het weggegooide glas verweerde tot kleine, gladde, gekleurde snuisterijen die het strand tot op heden bedekken.
In 1998 besloot de particuliere eigenaar het strand publiekrechtelijk over te dragen. Hij werkte vijf jaar met de California Coastal Conservancy en het California Integrated Waste Management Board samen om het gebied te saneren en te verkopen aan de staat. Na afronding van de sanering in 2003 kochten de California State Parks het gebied van 15 hectaren en werd het opgenomen in MacKerricher State Park. Tegenwoordig wordt het strand veelvuldig door toeristen bezocht. Hoewel het niet is toegestaan, zoeken velen op het strand nog steeds naar curiosa om mee te nemen als souvenir.